# Glass Shadows
Glass Shadows is het twaalfde muziekalbum van de Britse band Mostly Autumn. Opnieuw is de samenstelling van de band gewijzigd. Van het vorig album zijn Josh, Findlay, Sparnenn en Smith overgebleven, de rest is vertrokken. Dit heeft tot gevolg dat Mostly Autumn weer terugkeert naar de muziek uit hun succesvolle periode. De gitaarsound en zang lijken weer op die van Pink Floyd met een laagje folk erover. Ten opzichte van de vorige albums is de zang er duidelijk op vooruit gegaan, de muziek is minder pessimistisch gestemd dan op het vorige album. De stem van Findlay heeft in de lage tonen een gelijkenis met de stem van Karen Carpenter.

## Musici
- Bryan Josh – zang, gitaar
- Heather Findlay – zang, toetsen, bodhrán en percussie
- Olivia Sparnenn – zang
- Anne-Marie Helder – zang, dwarsfluit
- Andy Smith – basgitaar
- Henry Bourne – slagwerk
- Troy Donokley – Ullean pipes en fluitjes

## Composities
1. Fireside (Josh) - (5:14)
2. The second hand (Josh) - (4:35)
3. Flowers for guns (Findlay, Josh) - (4:23)
4. Unoriginal sin (Findlay) - (5:15)
5. Paper angels (Findlay, Josh) - (4:24)
6. Tearing at the faerytale (Josh) - (6:51)
7. Above the blue (Findlay) - (5:55)
8. Glass shadows (Josh) - (11;20)
9. Until the story ends (Josh, Davison) - (5:19)
10. A different sky (Josh) - (3:05)